# Zegerscappel
Zegerscappel är en kommun i departementet Nord i regionen Hauts-de-France i norra Frankrike. Kommunen ligger i kantonen Wormhout som tillhör arrondissementet Dunkerque. År 2022 hade Zegerscappel 1 549 invånare.

## Befolkningsutveckling
Antalet invånare i kommunen Zegerscappel
| Referens: INSEE |